# آنت هیون
آنت هیون (انگلیسی: Annette Haven؛ زاده ۱ دسامبر ۱۹۵۴) بازیگر پورنوگرافی پیشین اهل ایالات متحده آمریکا است.